# 음력 9월 5일
음력 9월 5일은 음력 9월의 5번째 날이다.

## 사건
- 1995년 - 대구시민운동장에서 열렸던 《젊음의 삐삐 012 콘서트》 현장에서 1만여 명의 관객이 한꺼번에 입장하려다 8명이 부상을 입었다.

## 문화
- 1988년 - 서울 장애인 올림픽 개막. ( ~ 음력 9월 14일)
- 1997년 - 제주도에서 제 42회 아시아 태평양 영화제 개막식.
- 2013년 - 한글날이 공휴일로 재지정.

## 탄생
- 1945년 - 대한민국의 정치인, 탤런트 김을동.
- 1985년 - 일본의 성우 노미즈 이오리.
- 1991년 -
  - 대한민국의 기상 캐스터 권혜인.
  - 대한민국의 배우 송지현.
- 1994년 - 대한민국의 배우 박지훈.
- 2002년 - 대한민국의 가수 성민지.

## 사망
- 2006년 - 대한민국의 프로레슬링 선수, 체육인 김일.

## 같이 보기
- 음력 360일: 1월 2월 3월 4월 5월 6월 7월 8월 9월 10월 11월 12월
- 전날:9월 4일 다음날:9월 6일 - 전달:8월 5일 다음달:10월 5일
- 양력:9월 5일
- 음력, 윤달